# 阿達斯堡 (喬治亞州)
阿達斯堡（英語：Adasburg）是位於美國喬治亞州威爾克斯縣的一個非建制地區。該地的面積和人口皆未知。

## 地理
阿達斯堡的座標為33°42′22″N 82°32′53″W / 33.70611°N 82.54806°W，而該地的平均海拔高度為159米（即522英尺）。